# Giovanni Fontana (bispo de Cesena)
Giovanni Fontana (1644 – 2 de março de 1716) foi um prelado católico romano que serviu como bispo de Cesena (1697–1716).

## Biografia
Giovanni Fontana nasceu em Modigliana, Itália, em 1644. No dia 3 de junho de 1697, foi nomeado bispo de Cesena durante o papado de Clemente VIII. A 9 de junho de 1697, foi consagrado bispo por Bandino Panciatici, cardeal-sacerdote de San Pancrazio, tendo Miguel Antonio de Benavides y Piedrola, bispo de Cartagena, e Alessandro Lambert, bispo de Aosta, servindo como co-consagradores. Serviu como bispo de Cesena até à sua morte a 2 de março de 1716.